# Condado de Howard (Misuri)
El condado de Howard (en inglés: Howard County), fundado en 1816, es uno de 114 condados del estado estadounidense de Misuri. En el año 2008, el condado tenía una población de 9,918 habitantes y una densidad poblacional de 8 personas por km². La sede del condado es West Plains. El condado recibe su nombre debido al pionero colonizador Josiah Howard.

## Geografía
Según la Oficina del Censo, el condado tiene un área total de 1220 km² (471 mi²), de la cual 1207 km² (466 mi²) es tierra y 13 km² (5 mi²) (1.02%) es agua.

### Condados adyacentes
- Condado de Chariton (noroeste)
- Condado de Randolph (noreste)
- Condado de Boone (sureste)
- Condado de Cooper (sur)
- Condado de Saline (oeste)

## Demografía
Según la Oficina del Censo en 2000, los ingresos medios por hogar en el condado eran de $31,614, y los ingresos medios por familia eran $40,167. Los hombres tenían unos ingresos medios de $26,369 frente a los $19,950 para las mujeres. La renta per cápita para el condado era de $15,198. Alrededor del 11.60% de la población estaban por debajo del umbral de pobreza.

## Transporte

### Carreteras principales
- U.S. Route 40
- Ruta 3
- Ruta 5
- Ruta 87
- Ruta 124
- Ruta 240

## Localidades
| - Armstrong - Fayette | - Franklin - Glasgow | - New Franklin |